# Kakoumana
Kakoumana est une commune rurale située dans le département de Niangoloko de la province de Comoé dans la région des Cascades au Burkina Faso.

## Géographie
La commune est traversée par la route nationale 7.